# Arroyo Barranca Honda
Arroyo Barranca Honda es una localidad del estado mexicano de Guerrero. Es parte del municipio de Ometepec.

## Demografía
| Gráfica de evolución demográfica |
|                                  |

| Censo | Población |
| ----- | --------- |
| 1990  | 468       |
| 2000  | 640       |
| 2010  | 873       |
| 2020  | 1 184     |